# Christophe Lebon
Christophe Lebon (Pontoise, 8 de noviembre de 1982) es un deportista francés que compitió en natación. Ganó una medalla de bronce en el Campeonato Europeo de Natación de 2008, en la prueba de 200 m mariposa.

## Palmarés internacional
| Campeonato Europeo | Campeonato Europeo       | Campeonato Europeo | Campeonato Europeo |
| Año                | Lugar                    | Medalla            | Prueba             |
| ------------------ | ------------------------ | ------------------ | ------------------ |
| 2008               | Eindhoven (Países Bajos) | Medalla de bronce  | 200 m mariposa     |